# Crin Antonescu
Pour les articles homonymes, voir Antonescu.
Crin Antonescu, né le 21 septembre 1959 à Tulcea, est un homme d'État roumain.
Longtemps membre du Parti national libéral (PNL), il est député entre 1992 et 2008, successivement pour Tulcea, Teleorman et Bucarest. Il est ministre de la Jeunesse et des Sports de 1997 à 2000 et entre au Sénat en 2008.
En 2009, il prend la présidence du PNL et se présente à l'élection présidentielle : il arrive en troisième position lors du premier tour avec 20 % des suffrages et appelle — sans succès — à battre le président libéral sortant, Traian Băsescu.
Devenu président du Sénat, il assure la présidence du pays à titre provisoire du 10 juillet au 27 août 2012, en raison de la suspension de Traian Băsescu par le Parlement. Celui-ci retrouve l'exercice de sa fonction après le référendum sur sa destitution.
En 2014, il annonce la dissolution de l'Union sociale-libérale (USL), puis abandonne la présidence du Sénat et la tête du PNL. Il renonce à se porter candidat à l'élection présidentielle de la même année et termine son mandat de sénateur en 2016.
Candidat à l'élection présidentielle de 2025, il quitte le PNL pour se présenter comme indépendant, soutenu notamment par son ancien parti et le PSD. Comme en 2009, il finit troisième avec 20 % des voix, moins d'un point derrière Nicușor Dan.

## Situation personnelle

### Formation
Diplômé de l'université de Bucarest, il est enseignant.

### Vie privée
Il est en couple avec Adina-Ioana Vălean.

## Parcours politique

### Débuts
Il est élu à la Chambre des députés lors des élections législatives de 1992. Il quitte le Parti national libéral (PNL) l'année suivante, rejoignant le Parti de l'alliance civique (PAC) et le Parti libéral 93 (PL '93). Il réintègre le PNL en 1995, puis en devient vice-président.

### Ministre de la Jeunesse et des Sports
Le 5 décembre 1997, il est nommé ministre de la Jeunesse et des Sports dans le gouvernement de centre droit de Victor Ciorbea, et reconduit par Radu Vasile, le 17 avril 1998, et Mugur Isărescu, le 22 décembre 1999. Il est réélu député en 2000 et 2004, puis passe au Sénat en 2008, dont il est élu vice-président.

### Président du Parti national libéral
Désigné président du Parti national libéral et candidat à l'élection présidentielle le 20 mars 2009, il renonce à la vice-présidence de la chambre haute du Parlement roumain, le 30 août, pour se concentrer sur sa campagne électorale.
Au premier tour du scrutin, le 22 novembre 2009, il remporte 20,02 % des voix, arrivant en troisième position. Il apporte alors son soutien au social-démocrate Mircea Geoană, battu sur le fil le 6 décembre par le président sortant, Traian Băsescu.
Il conserve la présidence du PNL face à Ludovic Orban, à l'occasion d'un scrutin organisé le 8 mars 2010.

### Président du Sénat
Il est élu président du Sénat le 3 juillet 2012, à la faveur d'un renversement de majorité au profit de l'Union sociale-libérale (USL).
À partir du 10 juillet 2012, il assure les fonctions de président de la Roumanie après la suspension de Traian Băsescu par le Parlement. Cependant, lors du référendum devant acter la destitution de celui-ci, la participation est de 46,23 % des inscrits, soit moins que les 50 % nécessaires à la validation du vote, ce qui permet à Traian Băsescu de retrouver ses fonctions le 27 août 2012. Crin Antonescu se montre alors très critique, appelant les Roumains à « manifester » et à « lutter contre le régime Băsescu ». En décembre de la même année, durant la campagne des élections parlementaires, Crin Antonescu émet le souhait d'un rétablissement de la monarchie en Roumanie.
Au mois de février 2014, il annonce la rupture de l'USL après l'impossibilité pour les partis membres de présenter une candidature commune à la présidentielle de la fin de l'année. Cette décision conduit au départ du PNL de son prédécesseur, Călin Popescu-Tăriceanu, et à la formation du gouvernement Ponta III, dont le PNL ne fait plus partie.

### Passage au second plan
Il démissionne de la présidence du Sénat le 4 mars 2014. Quelques mois plus tard, il quitte la présidence du PNL et annonce renoncer à se présenter à l'élection présidentielle pour faciliter la désignation d'un candidat de droite faisant consensus. Son premier vice-président, Klaus Iohannis, prend alors sa succession et devient président de Roumanie à la fin de l'année.

### Élection présidentielle de 2025
Crin Antonescu quitte le PNL le 9 mars 2025 pour se présenter à l'élection présidentielle de mai suivant. Candidat indépendant, il est soutenu par l'Alliance électorale Roumanie en avant (A.Ro) – qui réunit le PNL, le PSD et l'UDMR – et par la plupart des partis des minorités ethniques. Bien que soutenu par le gouvernement, il ne termine que troisième derrière le candidat d'extrême droite George Simion qui obtient 40,9 % des voix et Nicusor Dan 20,9 % des voix.